# Elmstead (Essex)
Elmstead est un village et une paroisse civile de l'Essex, en Angleterre.